# Dãy núi Balkan

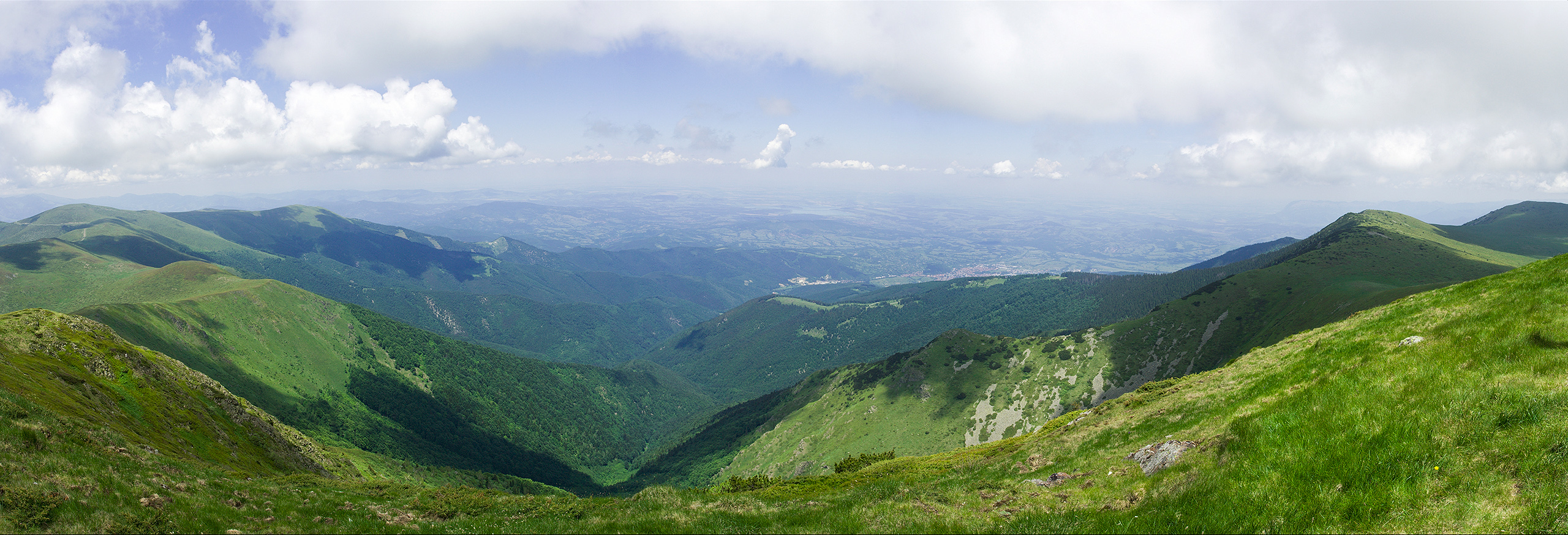
Quang cảnh từ đĩnh núi Kom ở phía tây Bulgaria.

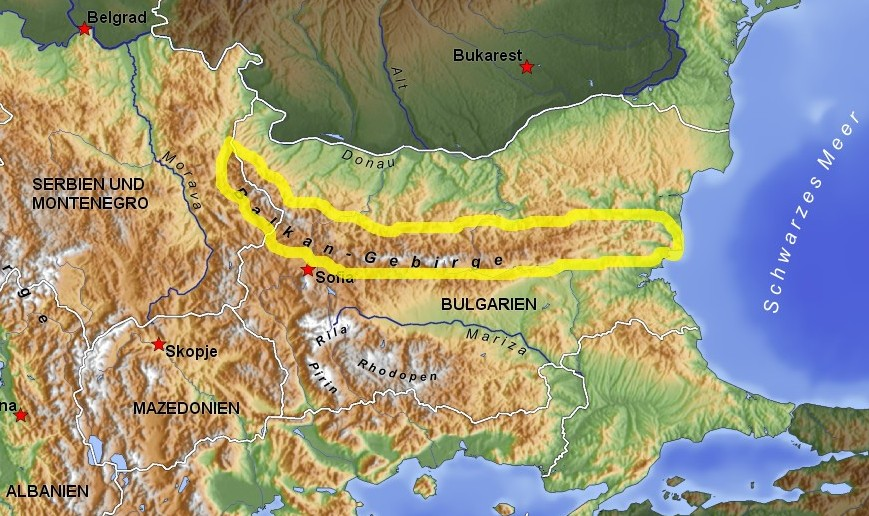
Vị trí của Dãy Balkan (viền màu vàng) và các dãy núi Rhodope, Rila, Pirin

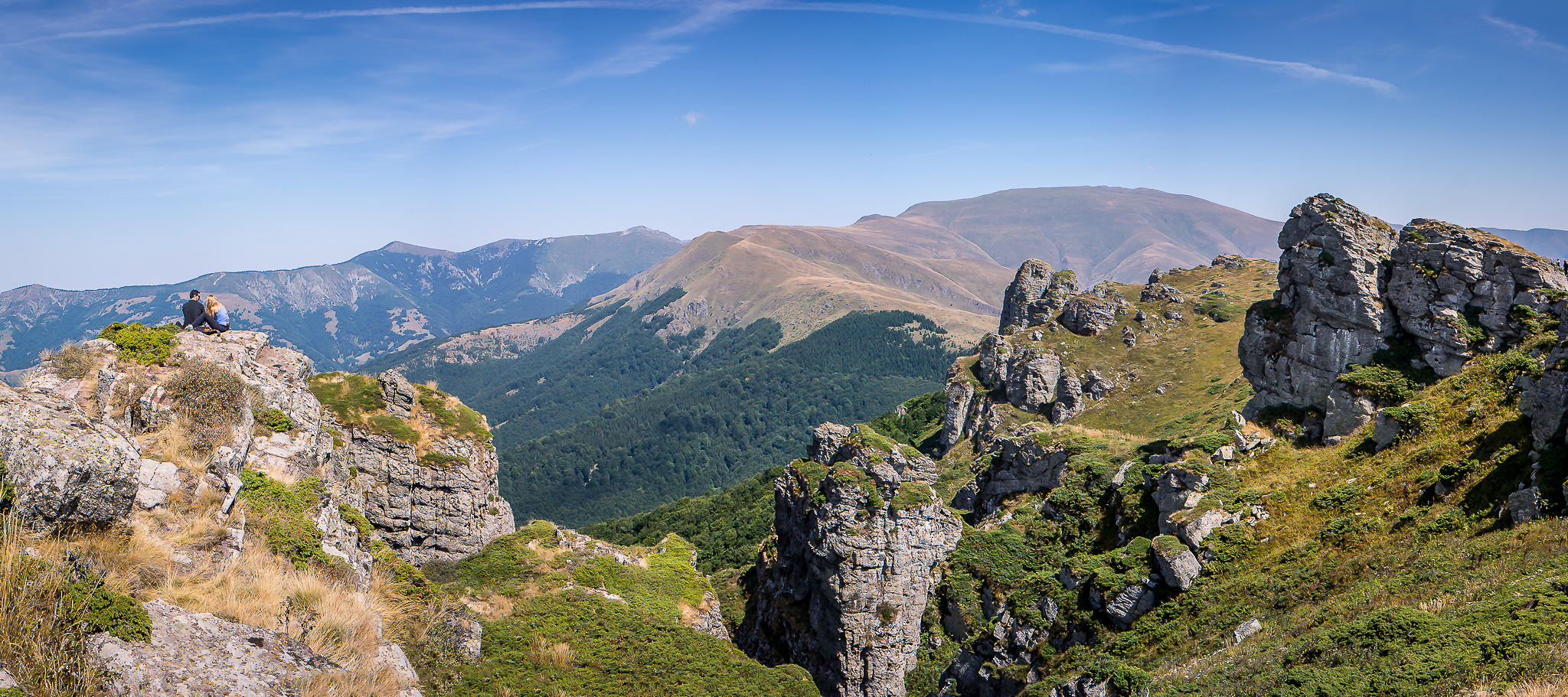
Núi Balkan tại Serbia, Babin Zub

Dãy Balkan là dãy núi nằm ở châu âu ở Bán đảo Balkan.Kéo dài từ phía tây của Serbia đến Biển Đen.Phần lớn nhất của nó nằm ở Bulgaria và chia nước này thành hai phần bắc nam. Đỉnh núi cao nhất của nó là Botev
(2376m)
Dãy Balkan được chia làm ba phần: phần phía tây, phần trung tâm và phần phía đông